# Nawaat
Nawaat (arabe : نواة, litt. « noyau ») est un blog collectif indépendant fondé en 2004 par des cyberactivistes tunisiens.

## Histoire
Nawaat est fondé en avril 2004 — le nom de domaine est réservé le 5 avril — par Sami Ben Gharbia, Riadh Guerfali (en) et Sofiane Guerfali ; Malek Khadhraoui les rejoint quant à lui en 2006.
Les fondateurs veulent que Nawaat puisse être « une tribune libre à tous ceux qui ne voulaient pas subir le blocage médiatique en Tunisie » et pour ceux qui veulent défendre les libertés fondamentales, la liberté d'expression et la démocratie en Tunisie.
Nawaat joue un rôle important en tant que média d'opposition pendant le régime de Zine el-Abidine Ben Ali, en publiant plusieurs articles mettant en cause le non-respect des libertés fondamentales par le régime. Ce rôle s'intensifie fin 2010 avec le lancement de l'opération TuniLeaks, dévoilant les télégrammes diplomatiques de WikiLeaks concernant la Tunisie, et couvrant activement les troubles sociaux et politiques dans le cadre de la révolution de 2011.
Nawaat est censuré en Tunisie de sa création jusqu'au 13 janvier 2011, date du dernier discours de Ben Ali.

## Récompenses
Plusieurs récompenses ont été attribuées à Nawaat pour son rôle avant et durant la révolution de 2011 :
- Prix Net-citoyen 2011 accordé par Reporters sans frontières[3],[1] ;
- Prix 2011 de Index on Censorship[2] ;
- Prix EFF Pioneer Award 2011 accordé par l'Electronic Frontier Foundation[4] ;
- Arab eContent Award 2011, décliné par Nawaat pour protester contre la censure pratiquée par le régime de Bahreïn qui commandite l'évènement[5].

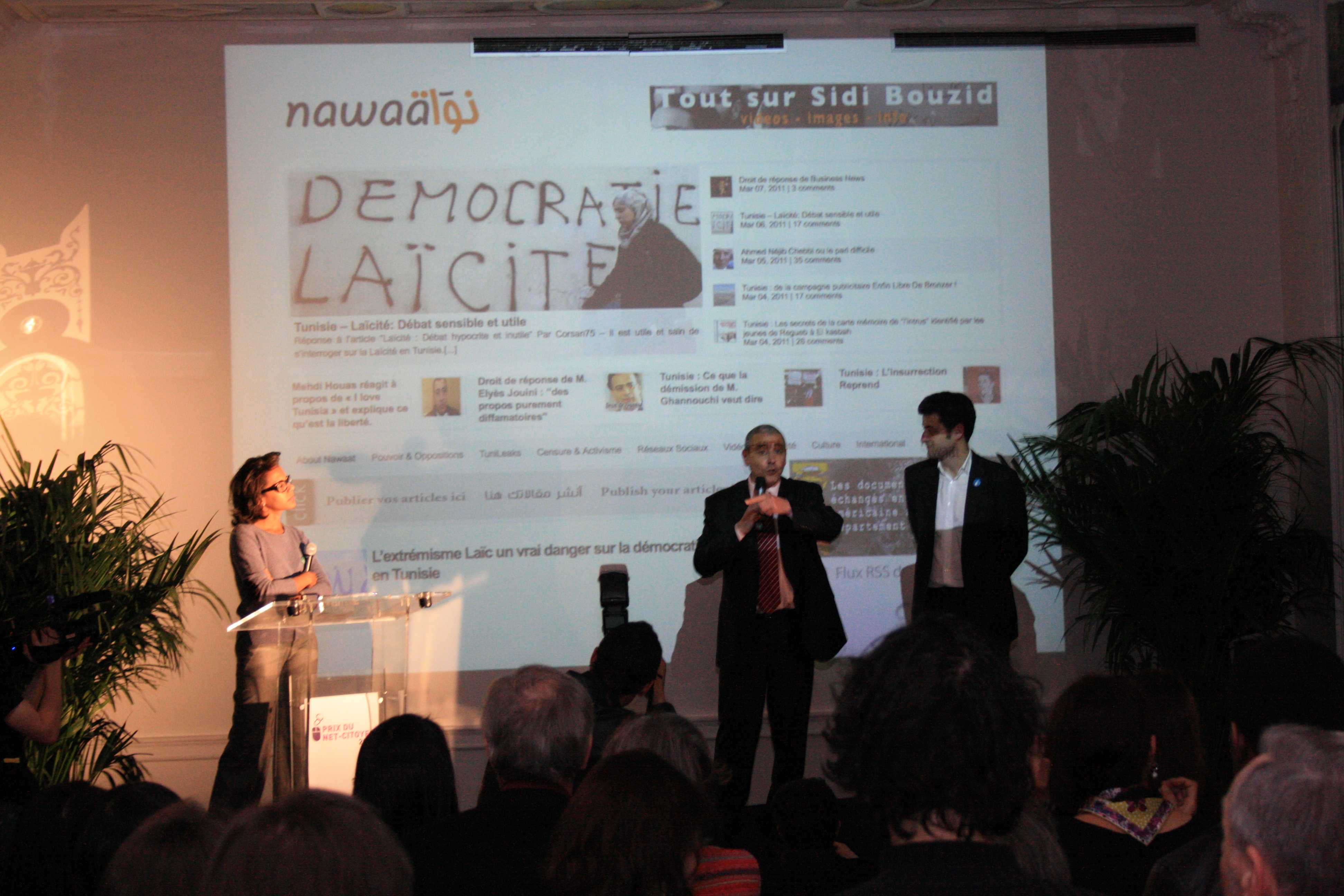
Riadh Guerfali s'exprimant lors de la remise du prix Net-citoyen 2011.
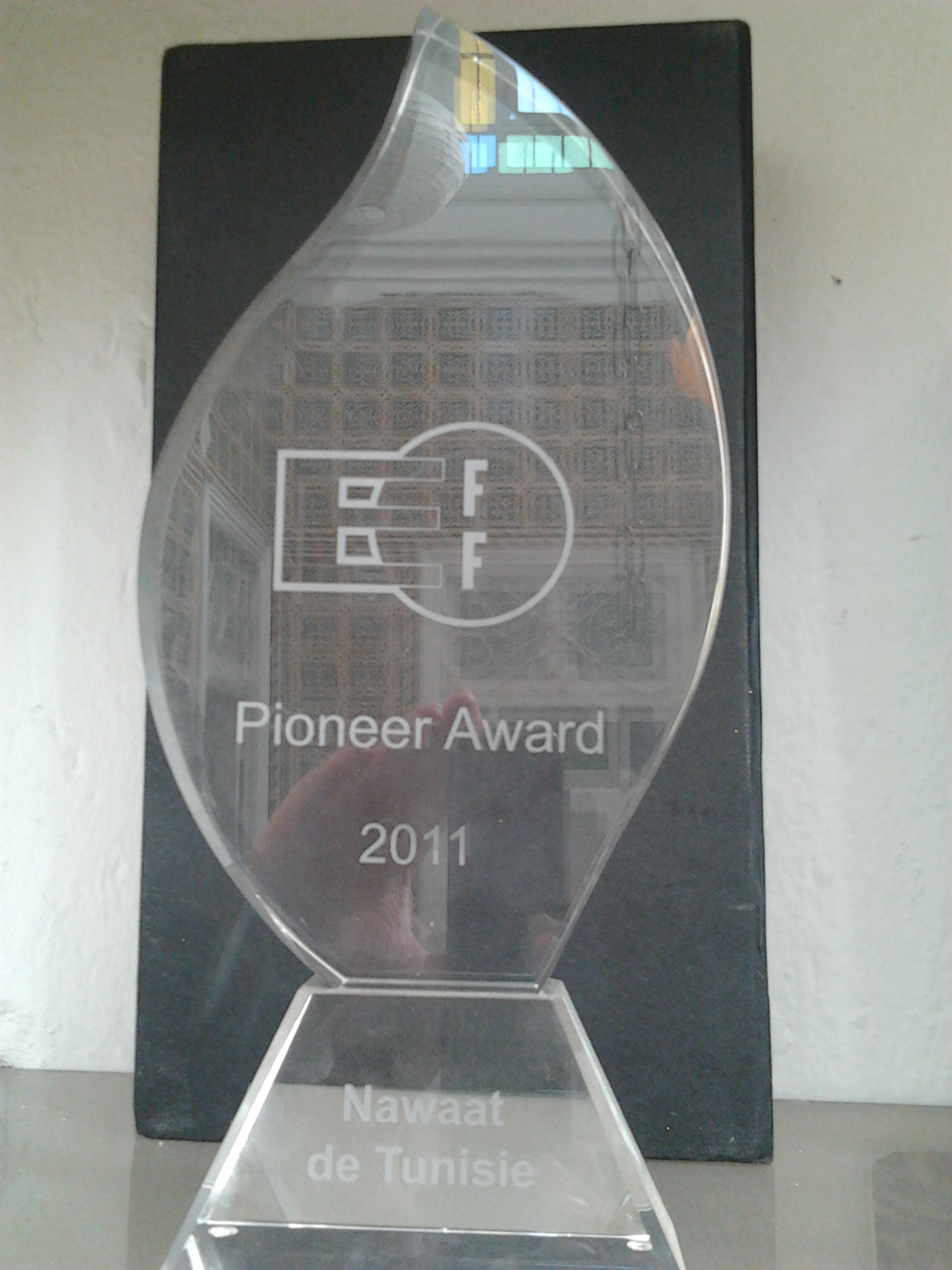
Prix EFF Pioneer Award 2011 accordé par l'Electronic Frontier Foundation.
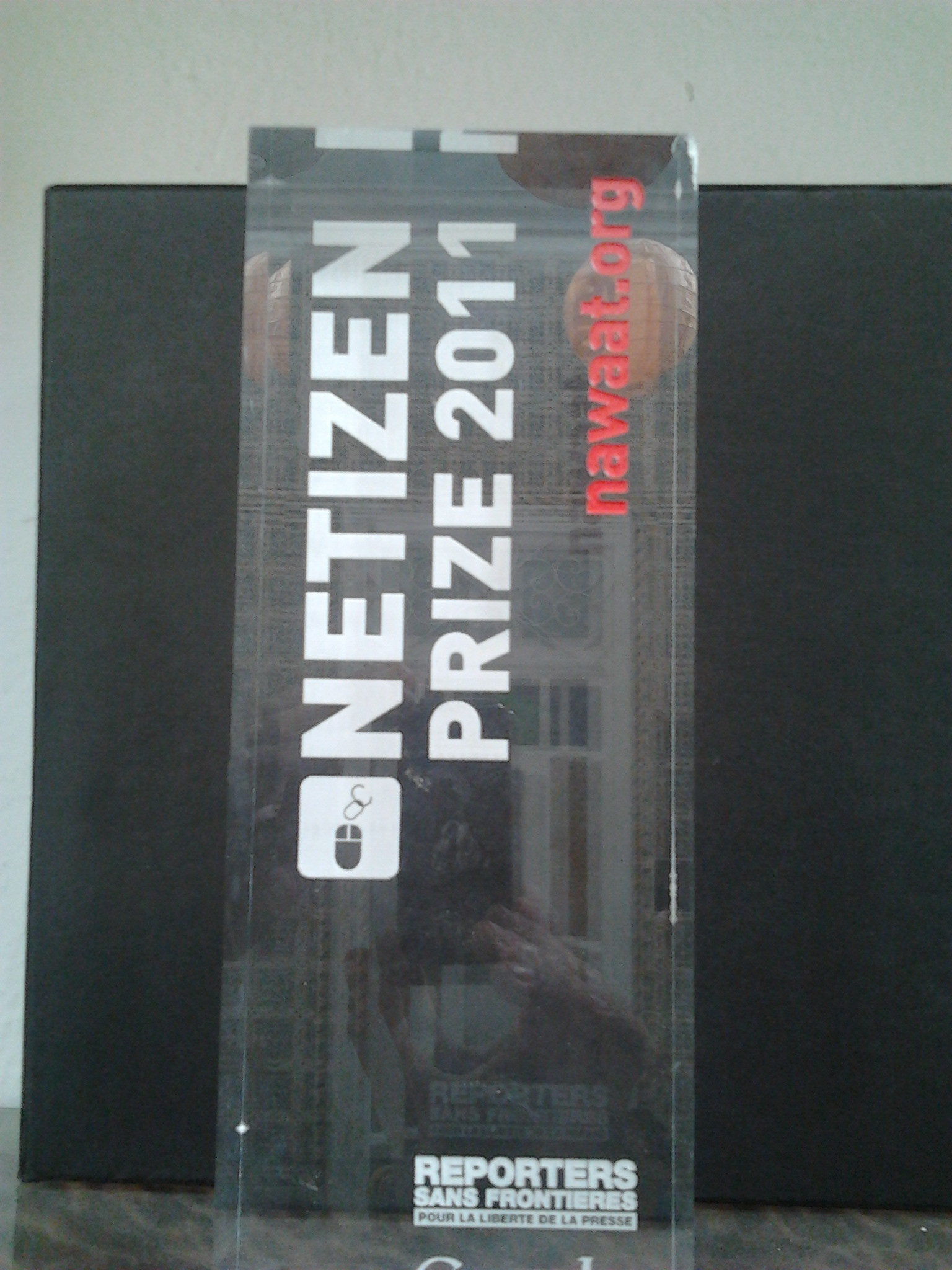
Prix Net-citoyen 2011 accordé par Reporters sans frontières.
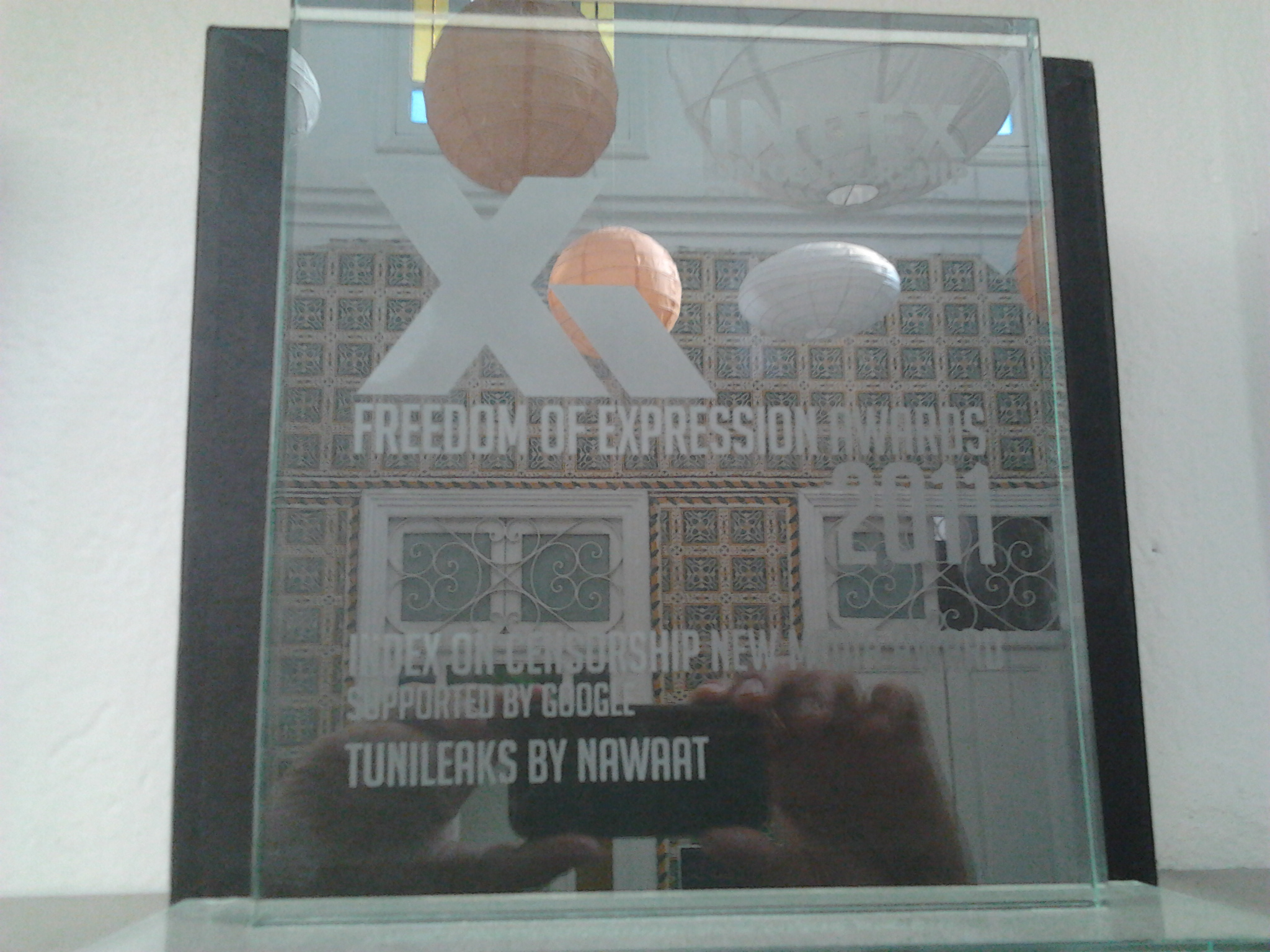
Prix 2011 de Index on Censorship.